# Bourneville
Bourneville foi uma antiga comuna francesa na região administrativa da Normandia, no departamento de Eure. Estendia-se por uma área de 10,97 km². Em 2010 a comuna tinha 1 338 habitantes (densidade: 122 hab./km²).
Em 1 de janeiro de 2016, passou a formar parte da nova comuna de Bourneville-Sainte-Croix.